# Anarchosyndikalismus
Anarchosyndikalismus je anarchistický směr, který podporuje syndikalismus (sdružování se do odborových organizací) jakožto nejvhodnější prostředek k dosažení anarchistické společnosti bez kapitalistických ekonomických vztahů pro jejich nahrazení samosprávou dělníků. Cílem anarchosyndikalismu je zrušit mzdový systém práce, který považuje za námezdní otroctví.

Červenočerná vlajka levicových anarchistů

Vznikl v 19. století, jeho nejvýraznějším teoretikem byl Georges Sorel. V roce 1922 vznikla anarchosyndikalistická organizace Mezinárodní asociace pracujících.
Anarchosyndikalismus byl hlavním myšlenkovým základem hnutí španělských anarchistů, kteří získali významný vliv ve Španělsku zejména v roce 1936 a posléze měli nezanedbatelnou roli na straně republikánů ve španělské občanské válce. Na straně anarchistů tehdy poblíž Barcelony bojoval i spisovatel George Orwell. Anarchosyndikalisté se účastnili také tehdejšího povstání radikální levice uvnitř republikánských sil, jehož výsledkem bylo oslabení pozic španělské lidové fronty. Tento vývoj ovšem zjevně souvisel se značnou dvojznačností vojenské pomoci republikánům ze strany tehdejšího Sovětského svazu – diktátor Stalin se v té době na jednu stranu chystal uzavřít smlouvu o neútočení s nacistickým Německem a Španělsko nemohl pokládat za součást svoji sféry vlivu, na druhou stranu ani nemohl potřebovat, aby kdekoliv ve světě získaly jakýkoliv vliv či pozitivní ohlas anarchistické myšlenky a činy, odmítající autoritu Třetí internacionály – tedy v podstatě autoritu jeho osoby.
Anarchosyndikalismus si ve druhé polovině 20. století jisté pozice udržel víceméně pouze v některých zemích Latinské Ameriky.[zdroj⁠?!]